# 徐尼格观景台铁路
徐尼格观景台铁路（德語：Schynige Platte-Bahn，SPB）是瑞士伯尔尼高地地区的一条登山铁路，從因特拉肯附近的维尔德斯维尔镇通至的許尼格观景台野花花园。  
鐵路于1893年5月通車，使用蒸汽機車牽引，于1914年电气化。沿途有多變的壯麗自然景观展现在眼前，包括森林、阿尔卑斯山牧场和伯尔尼高地的風景。在山顶可以看到艾格峰、僧侣峰和少女峰的雄伟景色。

## 历史

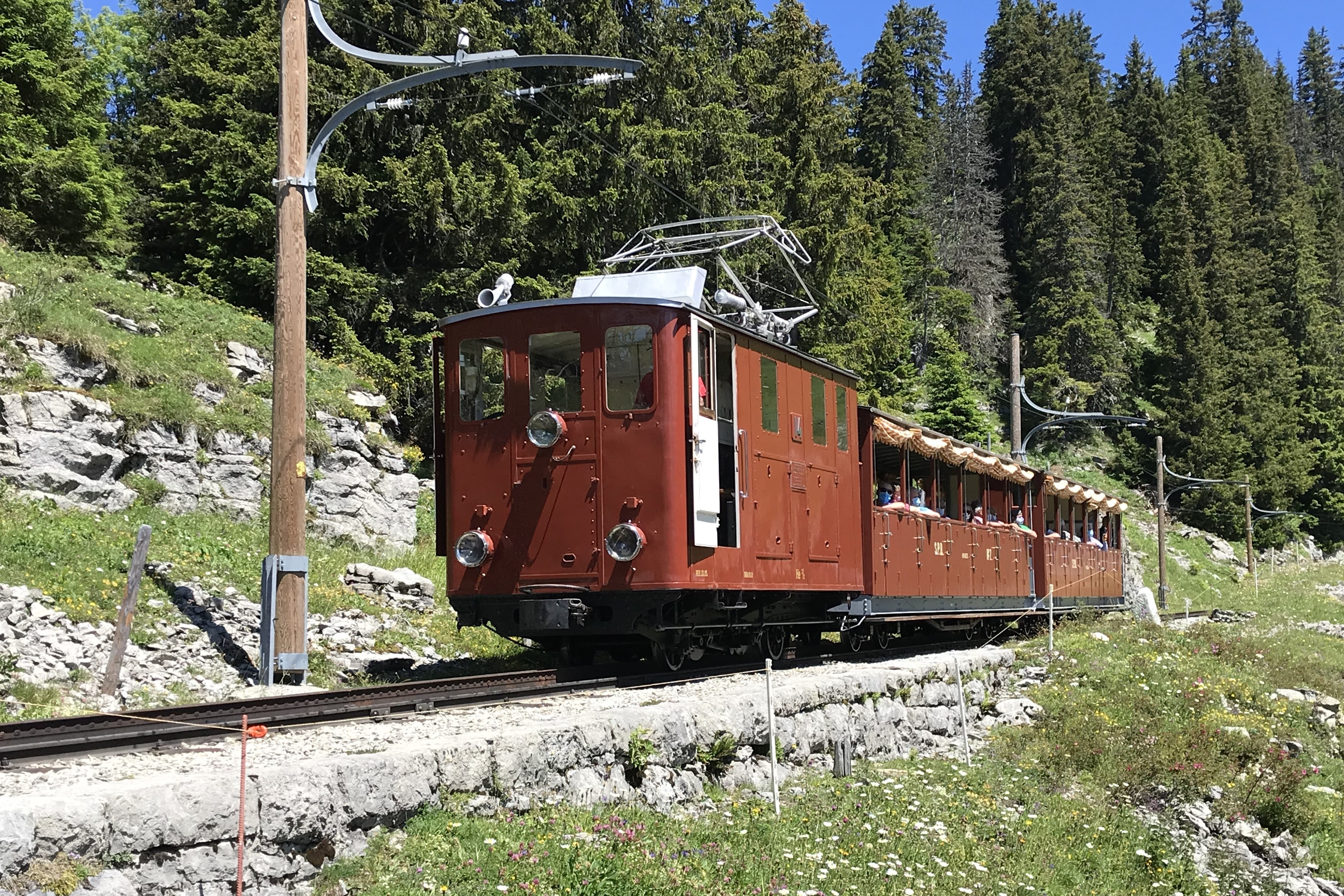
14 号机车是该线路电气化時使用的初代机车之一，攝於2020年

- 1890年，取得路線經營權，公司于1890年9月16日成立。
- 1891 开始興建工程。
- 1893年5月5日，載運特殊賓客的專車到达山顶，路線于6月14日正式向大眾開業。
- 1896年改由伯恩高地鐵路擁有。
- 1913年10月15日，首次电力列車试車。[2]
- 1914年5月9日正式開始使用電力營運。[2]
- 1928年，徐尼格观景台高山花园開始營運。
- 1964年由温根阿爾卑斯鐵路接收了4輛机车。
- 1970年由温根阿爾卑斯鐵路接收了2輛机车。
- 1978年由温根阿爾卑斯鐵路接收了1輛机车。
- 2001年6月7日，泰迪乐园（Teddyland）在徐尼格观景台开业。

## 路线

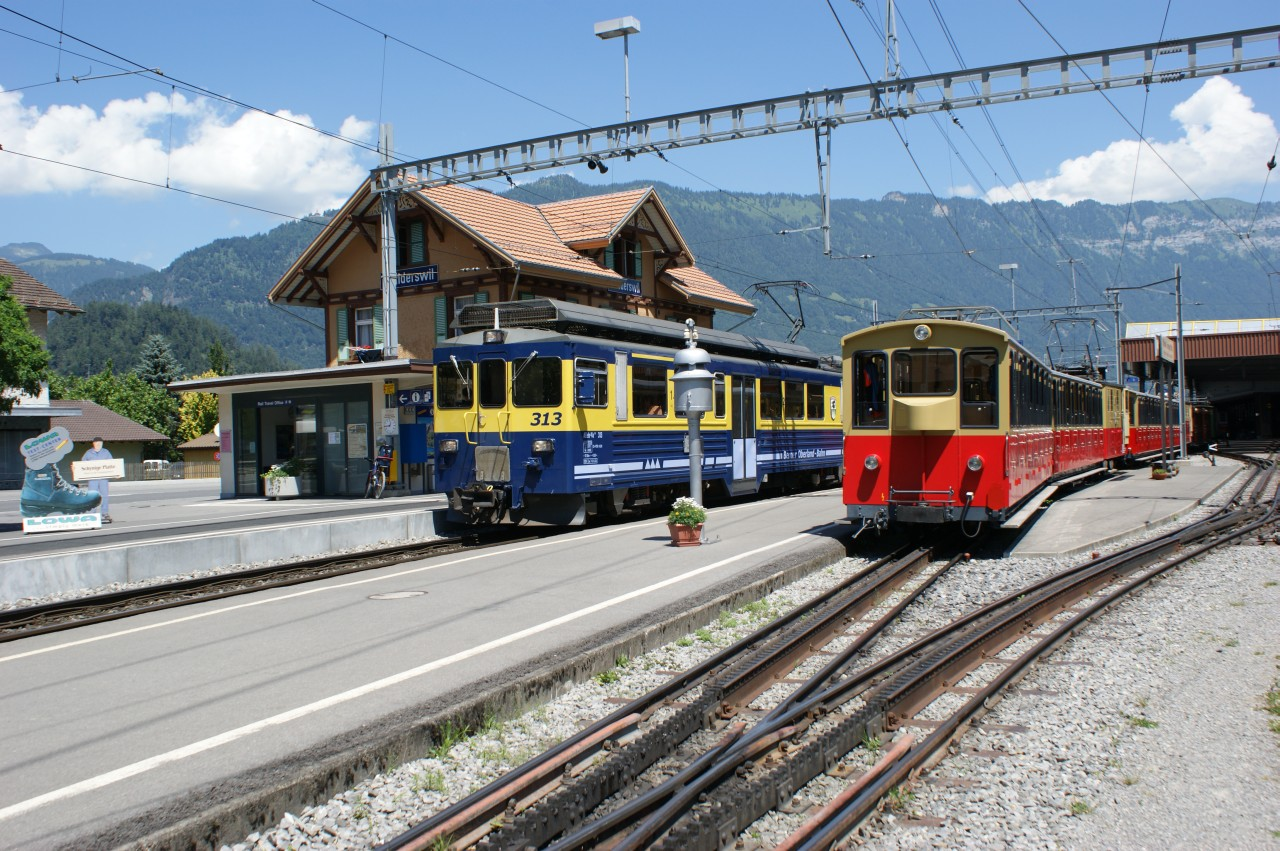
在维尔德斯维尔可轉乘

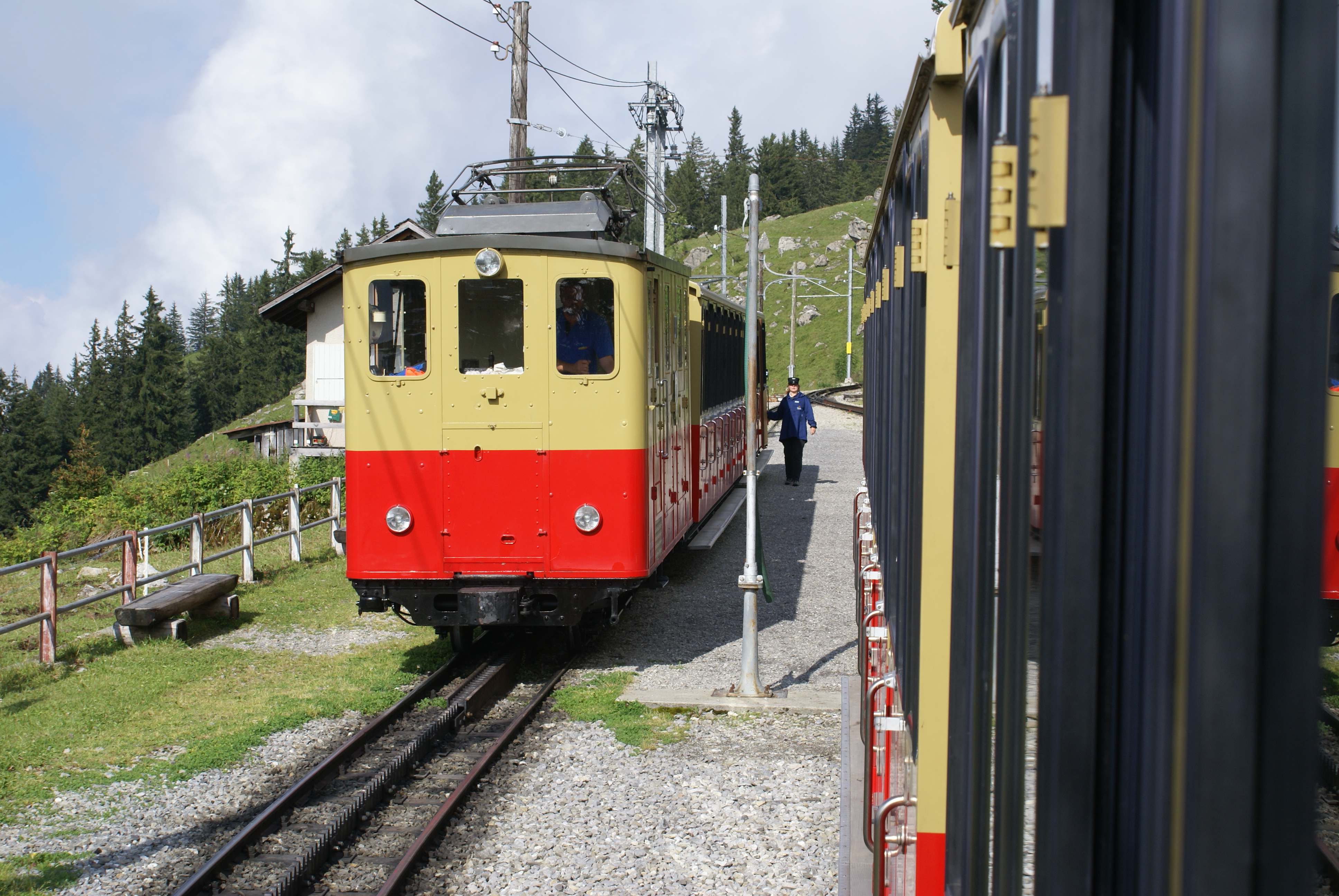
火车经过勞特布倫嫩

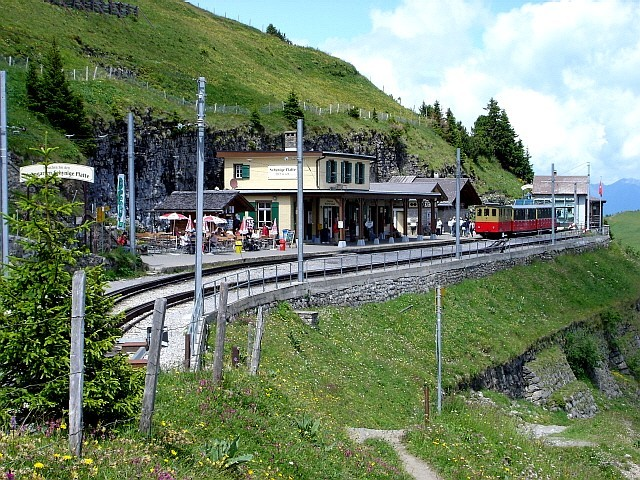
终点站为徐尼格观景台

徐尼格观景台铁路起點是维尔德斯维尔站（海拔584公尺），在此銜接米軌軌距的伯恩高地鐵路，可通往因特拉肯東站（Interlaken Ost）、勞特布倫嫩（Lauterbrunnen）和格林德尔瓦尔德（Grindelwald）。另外由維爾德斯維爾也可搭公車至因特拉肯西站。
本路路線與伯恩高地鐵路平行約0.5公里後，穿过吕奇讷河，开始沿着山谷攀升。先穿过森林，第一個交會側線設在海拔886米處，之後是高山牧场，可以欣赏到伯尔尼高地的景色，包括位於图恩湖和布里恩茨湖之間的因特拉肯镇，之後在本路線唯一的中間站－－布赖特劳厄嫩站（Breitlauenen），有輛一個交會側線；該處海拔1,542米（5,059英尺） 。 
在最后一段可見到南面的艾格峰、僧侣峰和少女峰。經過長7.25公里、爬升1420米後，抵達终点站徐尼格觀景台（海拔1987米），附近有徐尼格观景台高山植物园、一家旅館和一家餐厅 。

## 營運
徐尼格观景台铁路為軌距800毫米的齿轨铁路，以1500V直流架空电源供电，使用是里根巴赫齿轨，最大坡度为25%。車庫與機廠位于维尔德斯维尔车站附近。 
本路線僅行駛於每年六月初到十月中旬。由于布赖特劳厄嫩和山顶之间冬季容易發生大雪且偶有雪崩，因此每年末班車行駛後會拆除该路段的架空線，於來年重新裝回。拆除或更换过程通常可由六名员工组成的团队在一天內完成，并会使用該線仅存的一辆蒸汽机车。
每天提供约15趟往返服务，每40分钟一班，行程时间为52分钟。每班車可能由多個列車组成的车队运营，每的列車通常由一台电力齿轨机车和两节车厢组成。机车位於列车的下端运行，上山時推動、下山時牽引列車。

## 机车车辆
仍运行着一台蒸汽机车，以及线路电气化建造的四台电力机车。